# Ilot Parc
Ilot Parc ist eine kleine Insel der Republik der Seychellen im Atoll Aldabra. Ilot Parc liegt zusammen mit anderen Riffinseln zwischen Picard und Grand Terre.

## Geographie
Die Insel liegt im Westen des Atolls im Süden der Anse Femme. Von der Insel Picard im Norden ist sie  durch den Passe Femme getrennt. Zu den anderen kleinen Inseln Ilot Emili, Ilot Yangue, Ilot Dubois, Ile Magnan, Ile Lanier u. a. ist die Insel durch den Passe Emile und weitere kleine Kanäle getrennt.